# Dwór w Łącznej
Dwór w Łącznej – dwór z XVIII w. we wsi Łączna (powiat kłodzki), wpisany do rejestru zabytków nieruchomych województwa dolnośląskiego.

## Historia
Zabytkowy dwór w Łącznej został wzniesiony w pierwszej połowie XVIII w., w pierwszej połowie XIX wieku obiekt przebudowano. Do 1945 r. dwór był wykorzystywany jako siedziba zarządców majątku, po 1945 r. zabytek przebudowano z przeznaczeniem na wielorodzinny budynek mieszkalny. Decyzją wojewódzkiego konserwatora zabytków z 31 stycznia 1996 r. dwór został wpisany do rejestru zabytków. Obecnie nadal pełni funkcję mieszkalną.

## Architektura
Dwór to budynek dwuskrzydłowy wzniesiony na planie litery L, murowany, potynkowany, dwukondygnacyjny, skrzydła są nakryte dachami dwuspadowymi. Elewacje o częściowo zmienionym układzie otworów okiennych nie zachowały ozdobnych detali architektonicznych.

Obecnie zabytek jest mocno przebudowany, utracił wszelkie cechy zabytkowe i nie przypomina rezydencji. Dwór oraz sąsiadujące zabudowania gospodarcze są zgrupowane wokół prostokątnego dziedzińca.